# Fondarella (ort)
Fondarella är en ort i Spanien.   Den ligger i provinsen Província de Lleida och regionen Katalonien, i den östra delen av landet, 400 km öster om huvudstaden Madrid. Fondarella ligger 246 meter över havet och antalet invånare är 761.
Terrängen runt Fondarella är platt.Runt Fondarella är det ganska glesbefolkat, med 38 invånare per kvadratkilometer. Närmaste större samhälle är Mollerussa, 2,2 km öster om Fondarella. Trakten runt Fondarella består till största delen av jordbruksmark.